# Commercial Zone 2014
Commercial Zone 2014 (auch CZ2014) ist ein Album von Keith Levene. Levene bezeichnete es als neue Interpretation von Commercial Zone.

## Hintergrund
In den Jahren 1982/83 arbeitete Public Image Limited an ihrem vierten Studioalbum, welches unter dem Namen You Are Now Entering A Commercial Zone angekündigt wurde. Nach Diversen Auseinandersetzungen zwischen Keith Levene und John Lydon verließ Levene die Band. Während die Band auf Tour war, entwendete Levene die unfertigen Bänder der bisher aufgenommenen Songs, machte seinen eigenen Mix und veröffentlichte die Songs unter dem Namen Commercial Zone.
Im Jahr 2014 kündigte Levene Pläne an, die Arbeiten an Commercial Zone erneut aufzunehmen und gab dem Projekt den Namen Commercial Zone 2014.
Die Aufnahmen wurden durch Spenden bei der Crowdsourcing-Kampagnen-Website Indiegogo finanziert. Anfang 2014 ging Levene nach Prag um CZ2014 aufzunehmen.
Troz seines Namens und Levens Aussagen, dass er Commecial Zone beenden möchte, ist CZ2014 keine Aufarbeitung des Commercial Zone Materials, sondern ein komplett neues Album mit neuen Songs.

## Veröffentlichung
Das Album erschien 2015 schließlich auf CD, welche in einer generischen von Levene nummerierten und signierten Hülle verpackt ist. Die CD befindet sich in einer schwarzen Mappe mit individuellem Artwork, welcher zudem noch eine Titelliste auf grünem ebenfalls signiertem Papier beigelegt ist.
Am 27. November 2022 wurde angekündigt, dass das Album 2023, inklusive einem bisher komplett unveröffentlichten Song, neu veröffentlicht werden soll. Am 21. Dezember wurde zudem noch bekannt gegeben, dass es auch eine physische Veröffentlichung geben wird.
Am 29. November 2022 wurden 15 der Songs auf diversen Streamingdiensten zur Verfügung gestellt.

## Titelliste
Commercial Zone 2014
1. „The SlaB 2014“
2. „Welcome To The Commercial Zone“
3. „After Over CZ“
4. „After Over Pt 3“
5. „Bit Of Prague Comp“
6. „Behind The Law 2_L Stage Mix 2“
7. „New Spirit Of UK '(_CZ“
8. „True Romance“
9. „Moments Lost CZ“
10. „2051isNoW_harmonic Forest“
11. „Call It A Day NoW 1“
12. „They Came To Dance“
13. „Prototeen Czbi“
14. „PragueCounTryGent“
15. „Behind The Law CZ“
16. „The Voice Of Punk Rock“
17. „Sunshine Days 3“
18. „Clockwork Romance“
19. „They Came To Dance Ver 2“
20. „Whats My Name 2014“
21. „Lou ReeD_the Factory“